# Priorización
La priorización es la actividad que ordena ítems o actividades por orden de importancia en relación con otras.
En el contexto de la evaluación médica, es el establecimiento de la importancia o la urgencia de las acciones que son necesarias para preservar el bienestar del cliente o del paciente. En el contexto clínico, el establecimiento de prioridades ayuda a justificar el uso de recursos limitados. El establecimiento de prioridades está influenciado por el tiempo, el dinero y la experiencia. La evaluación del número de prioridad de los riesgos es una forma de establecer prioridades que pueden ser difíciles de establecer en un entorno de atención de la salud.
Existen programas informáticos que han sido diseñados para ayudar a los profesionales a establecer prioridades en un entorno de negocios específico.

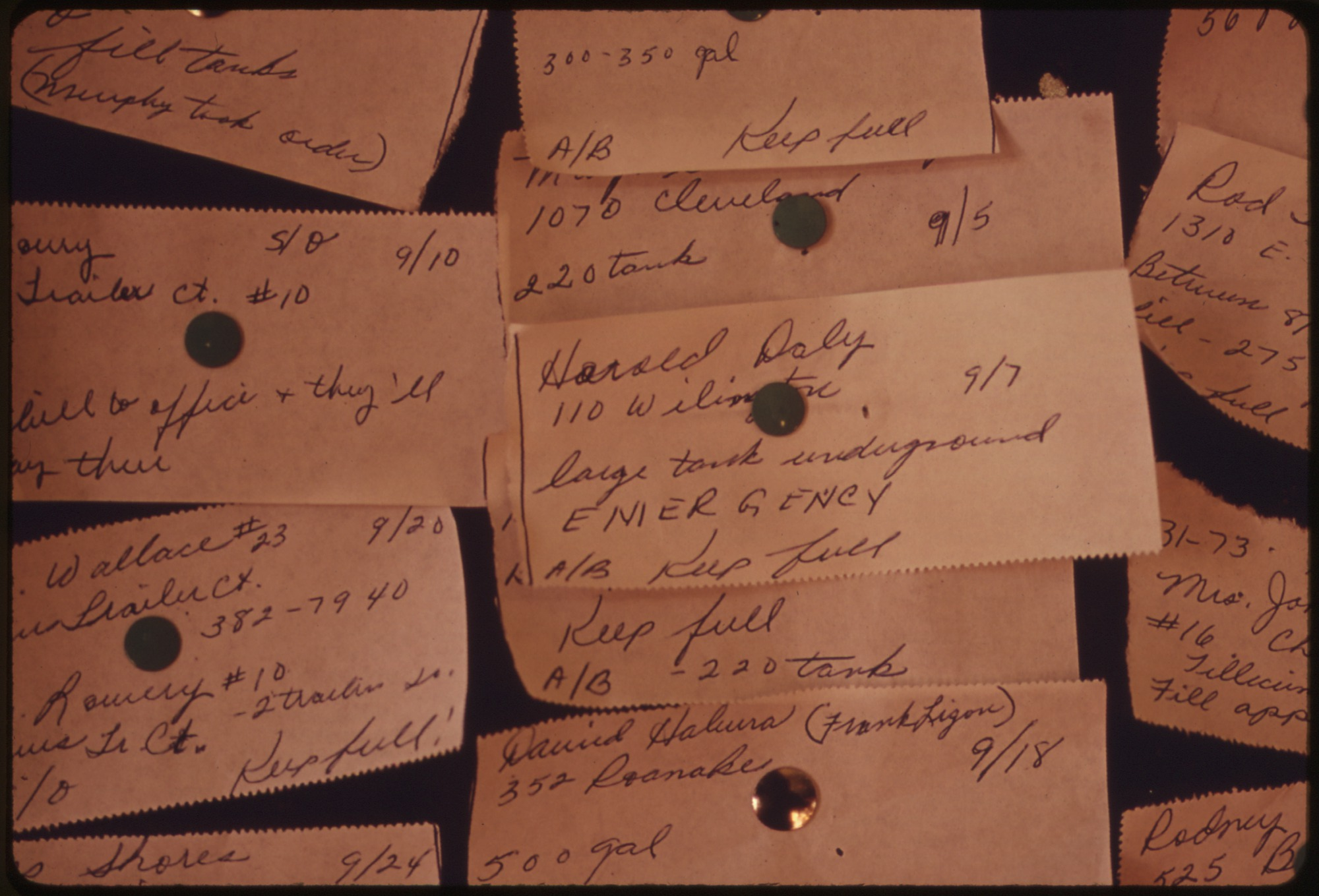
Crear una lista puede ser el primer paso en el establecimiento de prioridades.